# Piaam
Piaam is een dorp in de gemeente Súdwest-Fryslân, in de Nederlandse provincie Friesland. Piaam ligt tussen Makkum en Gaast, aan de dijk van het IJsselmeer. Tussen de dijk en het dorp ligt de Dijkvaart. Aan de andere kant van de dijk ligt de Zuidwaard.
In 2023 telde het dorp 55 inwoners. In het postcodegebied van het dorp ligt de buurtschap Kooihuizen. 

## Beschermd dorpsgezicht
Een deel van Piaam is een beschermd dorpsgezicht, een van de beschermde stads- en dorpsgezichten in Friesland. Verder zijn er in het dorp enkele rijksmonumenten. Het dorp maakt deel uit van de Aldfaers Erfroute.

## Geschiedenis
Het dorp is een komdorp dat in de 13e eeuw werd vermeld als Pyangum, in 1379 als Pyanghe, in 1482 als Pyangum, in 1504 als Piaem en in 1505 als Peanghum. De naam duidt mogelijk op een woonplaats (heem/um) van de familie Padinga. De familienaam Padinga is afgeleid van de lieden van de persoon Pada of Pya.
Tot 2011 behoorde Piaam tot de toenmalige gemeente Wonseradeel.

## Kerken en natuurmuseum

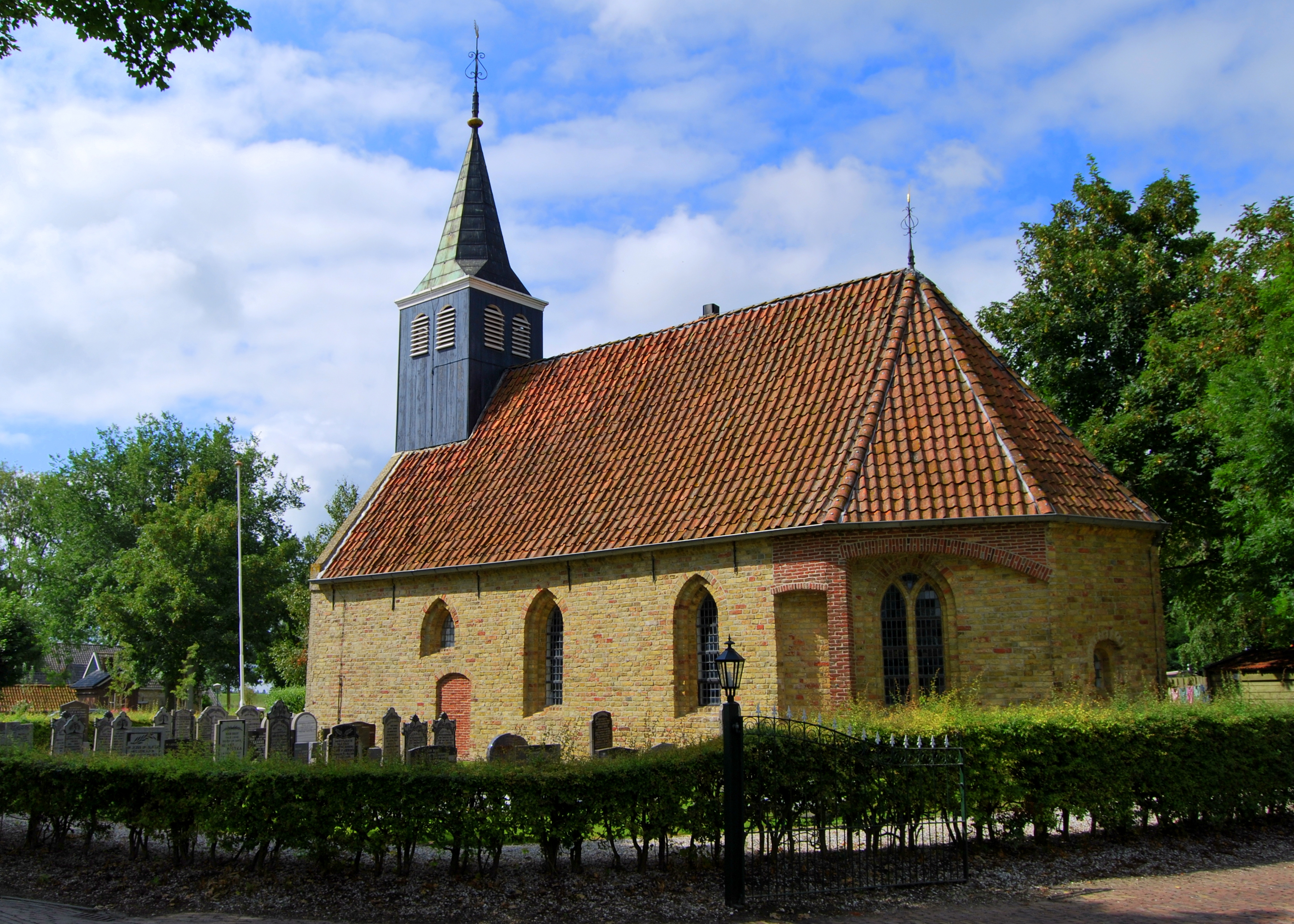
Nicolaaskerk

Het dorp had een tweetal kerken. De oudste kerk is de Nicolaaskerk, een hervormde kerk uit de 13e eeuw.
Het is een vierzijdig gesloten eenbeukige kerk waarvan de westgevel en de houten geveltoren met ingesnoerde spits mogelijk uit de 18e eeuw dateren.
De andere kerk is een Gereformeerde kerk uit 1889 en werd in 1969 buiten gebruik genomen. In deze kerk is later het natuurmuseum It Fûgelhûs gevestigd, een museum over vogels en de natuur in de directe omgeving.